# Henri Hérouin
Henri Louis Hérouin Sr (ur. 19 lutego 1876 w Congis-sur-Thérouanne, zm. 6 stycznia 1926 w Pomponne) – francuski łucznik, mistrz olimpijski.
Hérouin wystartował na Letnich Igrzyskach Olimpijskich 1900 w Paryżu. Został dwukrotnym mistrzem olimpijskim, zdobywając złoto w au cordon doré z 50 m i championnat du monde. W obu konkurencjach pokonał m.in. Huberta Van Innisa. Podczas tych samych igrzysk zwyciężył w jednej z nieolimpijskich konkurencji – zdobył złoto w zawodach o indywidualne mistrzostwo Francji.